# Gora Propadajushchaja
Gora Propadajushchaja (englische Transkription von russisch Гора Пропадающая Gora Propadajuschtschaja, deutsch ‚Vermisster Berg‘) ist ein Nunatak im ostantarktischen Mac-Robertson-Land. Er ragt südöstlich des Marsh-Nunataks in den Goodspeed-Nunatakkern der Prince Charles Mountains auf.
Russische Wissenschaftler benannten ihn.